# Parafia św. Floriana w Zielonej Wsi
Parafia pw. św. Floriana w Zielonej Wsi – parafia rzymskokatolicka należąca do dekanatu rawickiego archidiecezji poznańskiej. Wydzielona z parafii w Golejewku, a następnie erygowana w 1905 roku przez abp. Floriana Stablewskiego. Kościół parafialny murowany, wzniesiony przez mieszkańców w 1900 roku.  

## Terytorium
Zielona Wieś, Wydawy, Łąkta, Stwolno, Zawady, Ugoda, Sikorzyn.